# 维克多·格洛弗
维克多·格洛弗（英語：Victor Jerome Glover，1976年4月30日—）是美国航天局（NASA）2013级航天员，也是SpaceX载人1号首次飞往国际空间站的航天员。格洛弗是美国海军的一名指挥官，驾驶F/A-18战斗机，并从美国空军试飞员学校毕业。

## 经历
格洛弗1994年毕业于加利福尼亚州安大略高中，获得1994年年度运动员称号。以摔跤奖学金进入加州理工州立大学学习，1999年获得工程理学学士学位。
格洛弗有三个理学硕士学位：
- 飞行测试工程理学硕士，美国空军大学，2007年获得。
- 系统工程理学硕士，美國海軍研究院，2009年获得。
- 军事作战艺术与科学硕士，美国空军大学，2010年获得。[3]

## NASA期间
格洛弗于2013年6月被选入NASA第二十一组宇航员，并于2015年完成培训。